# Івашковецька сільська рада (Шаргородський район)
Івашкове́цька сільська́ ра́да — адміністративно-територіальна одиниця та орган місцевого самоврядування в Шаргородському районі Вінницької області. Адміністративний центр — село Івашківці.

## Загальні відомості
- Територія ради: 23,45 км²
- Населення ради: 1543 особи (станом на 2001 рік)

## Населені пункти
Сільській раді підпорядковані населені пункти:
- с. Івашківці

## Склад ради
Рада складається з 16 депутатів та голови.
- Голова ради: Кримчук Надія Петрівна
- Секретар ради:

### Керівний склад попередніх скликань
| Прізвище, ім'я, по батькові | Основні відомості                                                             | Дата обрання | Дата звільнення |
| --------------------------- | ----------------------------------------------------------------------------- | ------------ | --------------- |
| Люльчак Микола Семенович    | Сільський голова, 1960 року народження, освіта незакінчена вища, безпартійний | 26.03.2006   | 31.10.2010      |
| Люльчак Микола Семенович    | Сільський голова, 1960 року народження, освіта незакінчена вища, безпартійний | 31.10.2010   | 10.04.2013      |
| Кримчук Надія Петрівна      | Сільський голова, 1959 року народження, освіта вища, позапартійна             | 15.12.2013   | 25.10.2015      |
| Кримчук Надія Петрівна      | Сільський голова, 1959 року народження, освіта вища, безпартійна              | 25.10.2015   |                 |

Примітка: таблиця складена за даними сайту Верховної Ради України та ЦВК

### Депутати VII скликання
За результатами місцевих виборів 2015 року:
- Кількісний склад ради: 14
- Кількість обраних: 12
- Кількість мандатів, що залишаються вакантними: 2

#### За суб'єктами висування
| Суб'єкт висування | Кількість обраних депутатів | %      |
| ----------------- | --------------------------- | ------ |
| Самовисування     | 12                          | 100.00 |

#### За округами
| № округу | Прізвище, ім'я, по батькові    | Ким висунуто  | Дата нар.  | Освіта           | Партійна приналежність | Відомості                                       |
| -------- | ------------------------------ | ------------- | ---------- | ---------------- | ---------------------- | ----------------------------------------------- |
| 1        | Цюцькома Євдокія Михайлівна    | Самовисування | 10.03.1976 | загальна середня | безпартійна            | Івашковецька СЗШ І-ІІІ ст., технічний працівник |
| 2        | Яренчак Юрій Миколайович       | Самовисування | 24.04.1972 | загальна середня | безпартійний           | Івашковецький цех, верстатник                   |
| 3        | Федорчук Олена Іванівна        | Самовисування | 22.09.1957 | вища             | безпартійна            | пенсіонер                                       |
| 4        | Кульчаковська Надія Денисівна  | Самовисування | 01.05.1958 | загальна середня | безпартійна            | пенсіонер                                       |
| 5        | Павлюк Тетяна Василівна        | Самовисування | 14.01.1972 | загальна середня | безпартійна            | тимчасово не працює                             |
| 6        | Ліпецька Марія Борисівна       | Самовисування | 13.08.1971 | вища             | безпартійна            | Івашковецький ДНЗ, завідувач                    |
| 7        | Наконечний Микола Геннадійович | Самовисування | 02.05.1961 | загальна середня | безпартійний           | Івашковецький ДНЗ, опалювач                     |
| 8        | Михальчук Василь Михайлович    | Самовисування | 23.04.1963 | вища             | безпартійний           | Івашковецька СЗШ І-ІІІ ст., вчитель             |
| 9        | Очеретнюк Тамара Григорівна    | Самовисування | 23.05.1971 | загальна середня | безпартійна            | тимчасово не працює                             |
| 10       | Шевчук Галина Петрівна         | Самовисування | 11.02.1980 | вища             | безпартійна            | тимчасово не працює                             |
| 11       | Небеснюк Ольга Савівна         | Самовисування | 14.04.1967 | загальна середня | безпартійна            | тимчасово не працює                             |
| 12       | Романчук Ілля Іванович         | Самовисування | 02.08.1965 | вища             | безпартійний           | Івашковецька СЗШ І-ІІІ ст., вчитель             |